# Motor trasero central y tracción trasera

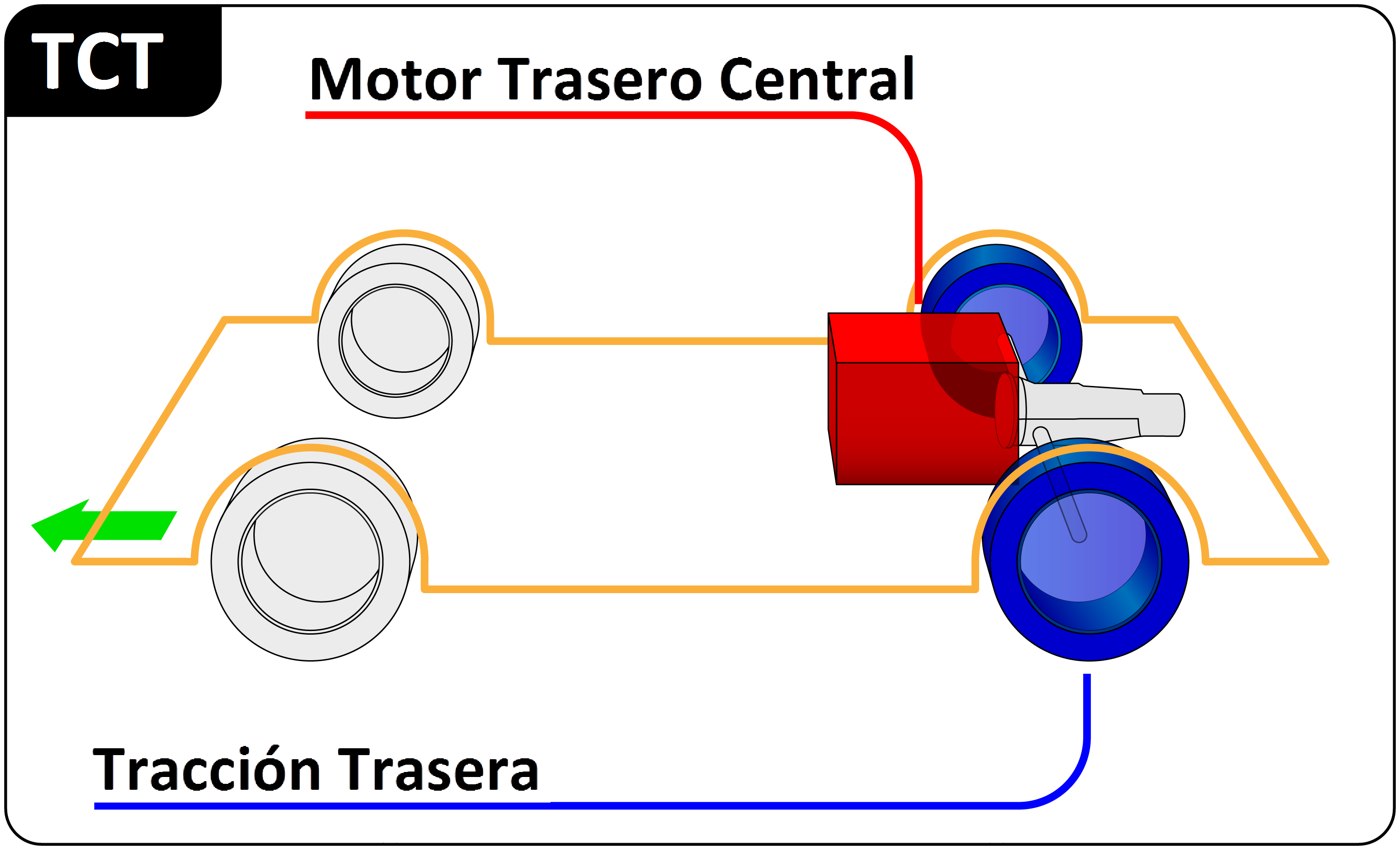
Diseño TCT; el motor está situado delante del eje trasero

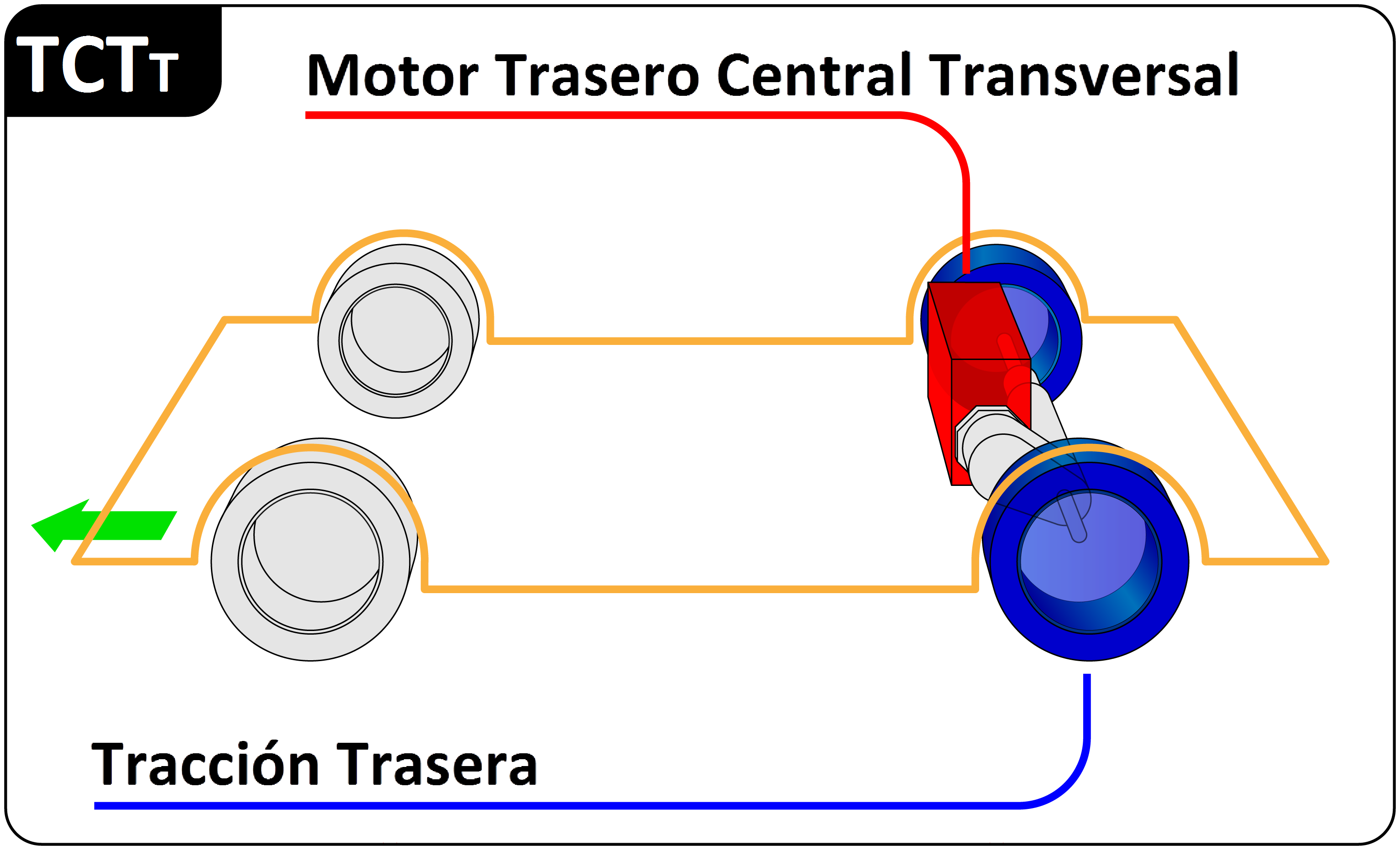
Motor trasero central montado transversalmente y propulsión trasera (TCT)

En el campo del  diseño automovilístico, un vehículo con una  configuración de motor trasero central y tracción trasera (TCT) es aquel en el que el motor, que impulsa las ruedas traseras, está situado justo por delante del eje trasero y por detrás del habitáculo.

## Características
En contraste con la disposición TT de motor trasero, el centro de masas del motor está situado por delante del eje trasero. Este diseño se elige debido a su bajo momento de inercia y a una distribución de pesos relativamente favorable (el componente más pesado, el motor, se encuentra dentro del espacio entre los ejes, lo que hace que el componente principal de su momento de inercia sea relativamente bajo). El diseño tiende a ser más pesado en la parte trasera que en la delantera, lo que permite lograr el mejor equilibrio al frenar. Sin embargo, dado que hay poco peso sobre las ruedas delanteras, al acelerar, la parte delantera del automóvil es propensa a levantarse y causar subviraje. La mayoría de los diseños de motor trasero se han utilizado históricamente en vehículos pequeños, porque el peso del motor en la parte trasera tiene un efecto adverso en el manejo de un automóvil más grande, haciéndolo 'pesado en la cola'. Se considera que la baja inercia polar es crucial en la selección de este diseño. El diseño del motor central también ocupa parte del espacio disponible entre los ejes, lo que lo hace poco práctico para cualquier automóvil deportivo que no sea de dos plazas. Sin embargo, algunas micro furgonetas utilizan este diseño, con un motor pequeño y bajo situado por debajo de la plataforma de carga. Esta solución permite desplazar el puesto del conductor directamente hacia la parte delantera del vehículo, aumentando así el área de carga a expensas de una profundidad de carga ligeramente reducida. 
En los coches de carreras modernos, la configuración TCT es la habitual, y suele ser sinónimo de "motor central". Debido a su distribución de pesos y a la dinámica favorable resultante del vehículo, este diseño se emplea mucho en los coches de carreras de Fórmula con ruedas descubiertas (como la Fórmula 1 e IndyCar), así como en los autos de carreras deportivos especialmente diseñados. Esta configuración también era común en los microcoches con motor muy pequeño de la década de 1950, en los que los propulsores no ocupaban mucho espacio. Debido a los éxitos en las carreras, la plataforma TCT ha sido popular para los deportivos de carretera a pesar de los desafíos inherentes de diseño, mantenimiento y falta de espacio de carga. El diseño similar de motor central y tracción en las cuatro ruedas brinda muchas de las mismas ventajas y se usa cuando se desea tracción adicional, como en algunos superdeportivos y en los autos de rally del Grupo B.

## Historia
El 1900 NW Rennzweier fue uno de los primeros coches de carreras con diseño de motor central y tracción trasera. Otros ejemplos históricos conocidos incluyen el Benz Tropfenwagen de 1923. Se basó en un diseño anterior llamado Rumpler Tropfenwagen realizado en 1921 por Edmund von Rumpler, un ingeniero austriaco que trabajaba en Daimler. El Benz Tropfenwagen fue diseñado por Ferdinand Porsche junto con Willy Walb y Hans Nibel. Corrió en 1923 y 1924 y tuvo cierto éxito en el Gran Premio de Italia en Monza, donde quedó cuarto. Más tarde, Ferdinand Porsche utilizó el concepto de diseño de motor central para los Auto Union Grand Prix de la década de 1930, que se convirtieron en los primeros TCT ganadores. Los Miller Specials, con una solución parecida, corrieron algunas veces en Indianápolis entre 1939 y 1947. En 1953, Porsche estrenó el diminuto y completamente nuevo 550 Spyder, que en un año ganó notoriamente en las clases de coches de carreras deportivos y de resistencia contra modelos mucho más grandes, una señal de los cambios que estaban por venir. El 718 continuó con los triunfos de manera similar en 1958. Pero no fue hasta finales de la década de 1950 cuando los TCT aparecieron en Fórmula 1 de la mano de Cooper-Climax (1957), pronto seguido por los BRM y los Lotus. Ferrari y Porsche pronto hicieron pruebas con modelos de motor central trasero de Grand Prix, con menos éxito inicial. El diseño de motor central fue llevado de regreso a Indianápolis en 1961 por Cooper Car Company, con Jack Brabham corriendo hasta en el tercer lugar y terminando noveno. Cooper no regresó, pero a partir de 1963, los autos británicos con motor central de constructores como Brabham, Lotus y Lola compitieron regularmente y en 1965 Lotus ganó en Indianápolis con su Type 38. 
Los motores centrales traseros se utilizaron ampliamente en algunos microcoches, como el Isetta o el Zündapp Janus. 
El primer automóvil de carretera con motor central trasero después de la Segunda Guerra Mundial fue el Bonnet / Matra Djet de 1962 (Rene), que utilizaba el motor Renault Sierra de 1108 cc, acoplado al transeje de la furgoneta FWD Renault Estafette. Casi 1700 unidades se construyeron hasta 1967. Más adelante, el primer De Tomaso, el Vallelunga, que combinó un motor Ford Cortina 1500 Kent preparado con un transeje VW con engranajes Hewland. Introducido en Turín en 1963, se construyeron 58 entre 1964 y 1968. Un automóvil similar fue el Lotus Europa con motor Renault, construido entre 1966 y 1975. 
Finalmente, en 1966, el Lamborghini Miura fue el primer coche de carretera de alto rendimiento con motor central y tracción trasera. El concepto detrás del Miura consistió en poner en la carretera un gran turismo con la tecnología de los coches de carreras de última generación de la época; de ahí que el Miura dispusiera de un motor V12 montado transversalmente entre las ruedas traseras, solidario con la caja de cambios y el diferencial. Se convirtió en un automóvil deportivo extremadamente innovador, en un momento en que todos sus competidores (excepto los Porsche con motor trasero), desde Ferrari hasta Aston Martin, eran grandes turismo tradicionales con motor delantero y tracción trasera. 
El Pontiac Fiero era un automóvil deportivo de motor central que fue construido por la división Pontiac de General Motors de 1984 a 1988. El Fiero fue el primer Pontiac biplaza desde los cupés de 1926 a 1938, y también el primer automóvil deportivo de motor central producido en serie por un fabricante estadounidense. 

## Galería

### Diseño de tracción trasera con motor trasero central montado transversalmente

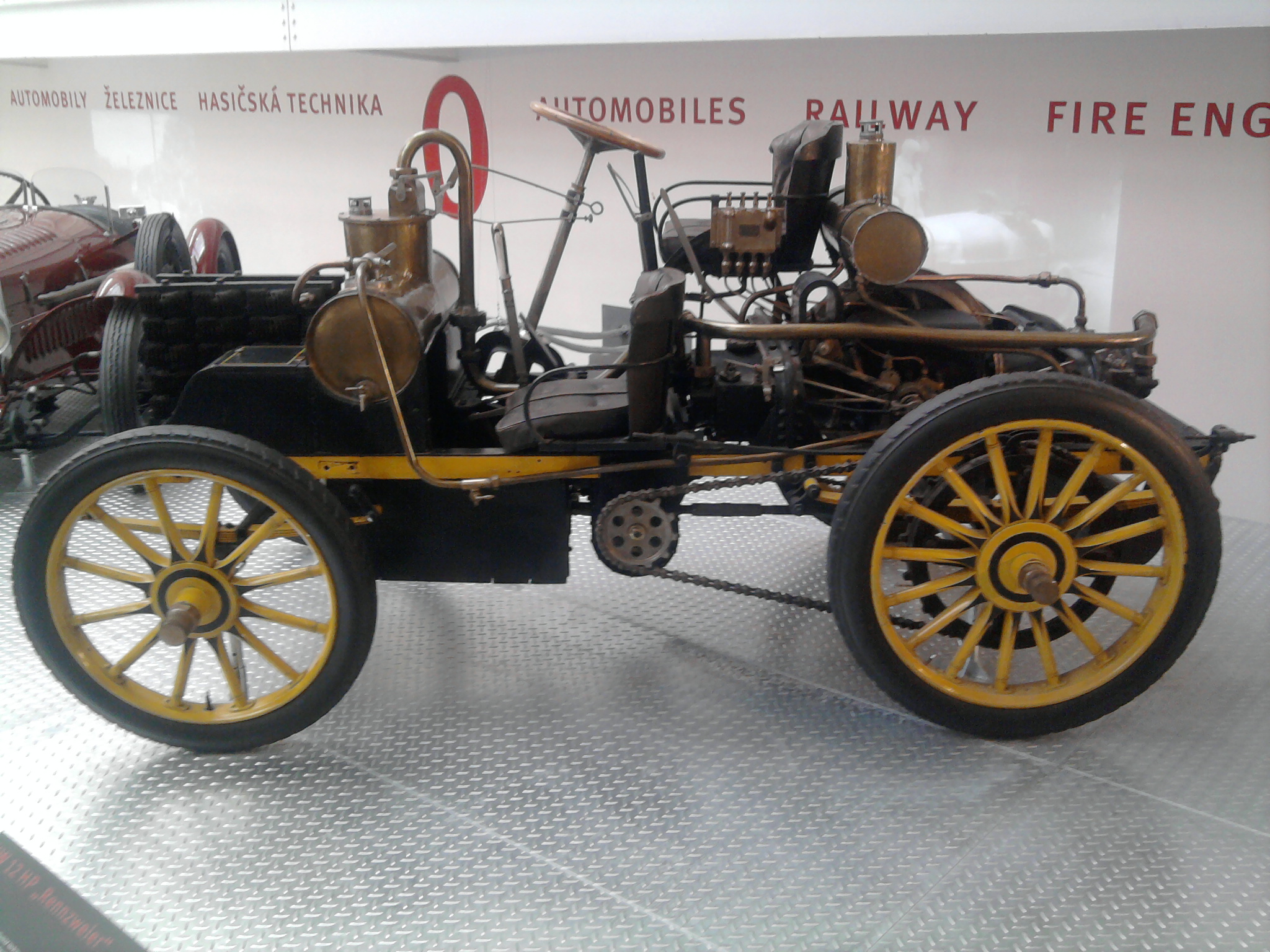
NW Rennzweier, primero de la larga lista de coches de carreras Tatra
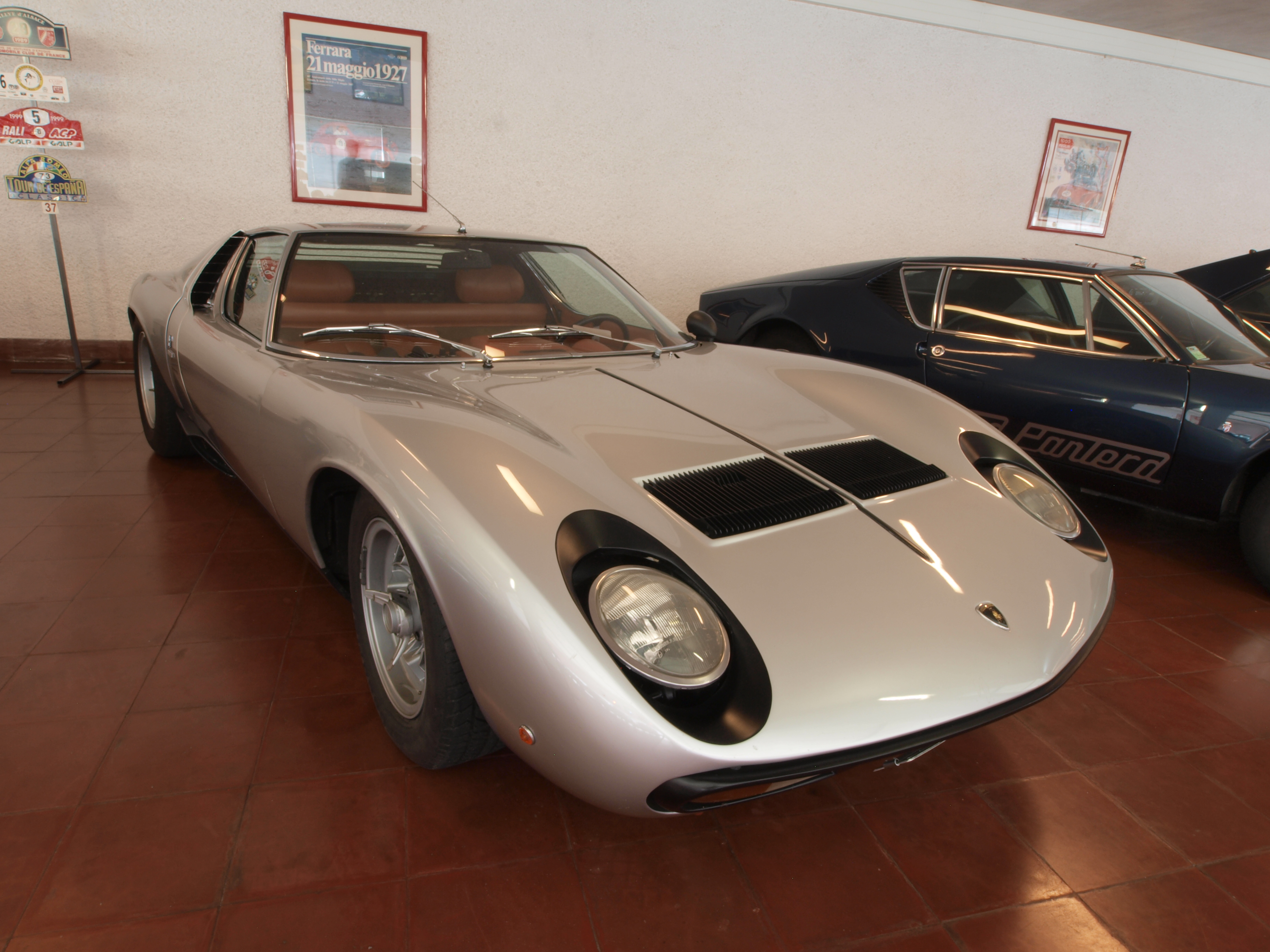
El Lamborghini Miura, incorrectamente señalado como el primer coche de carretera con motor central
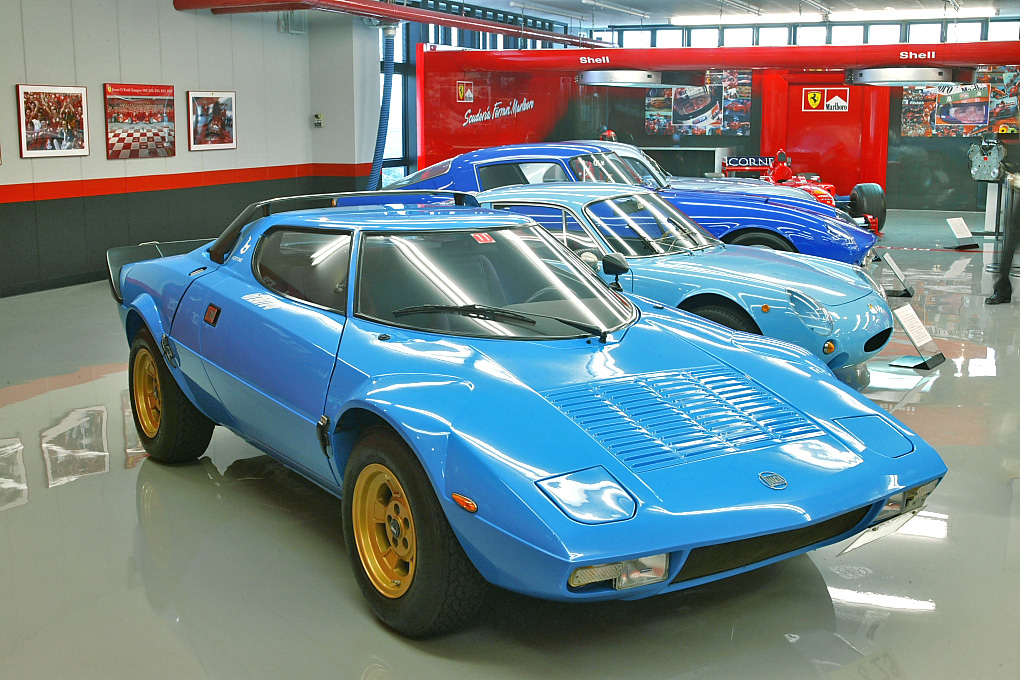
El Lancia Stratos HF estaba propulsado por un motor Ferrari Dino V6 con montaje central transversal, y demostró ser un gran éxito como coche de rally
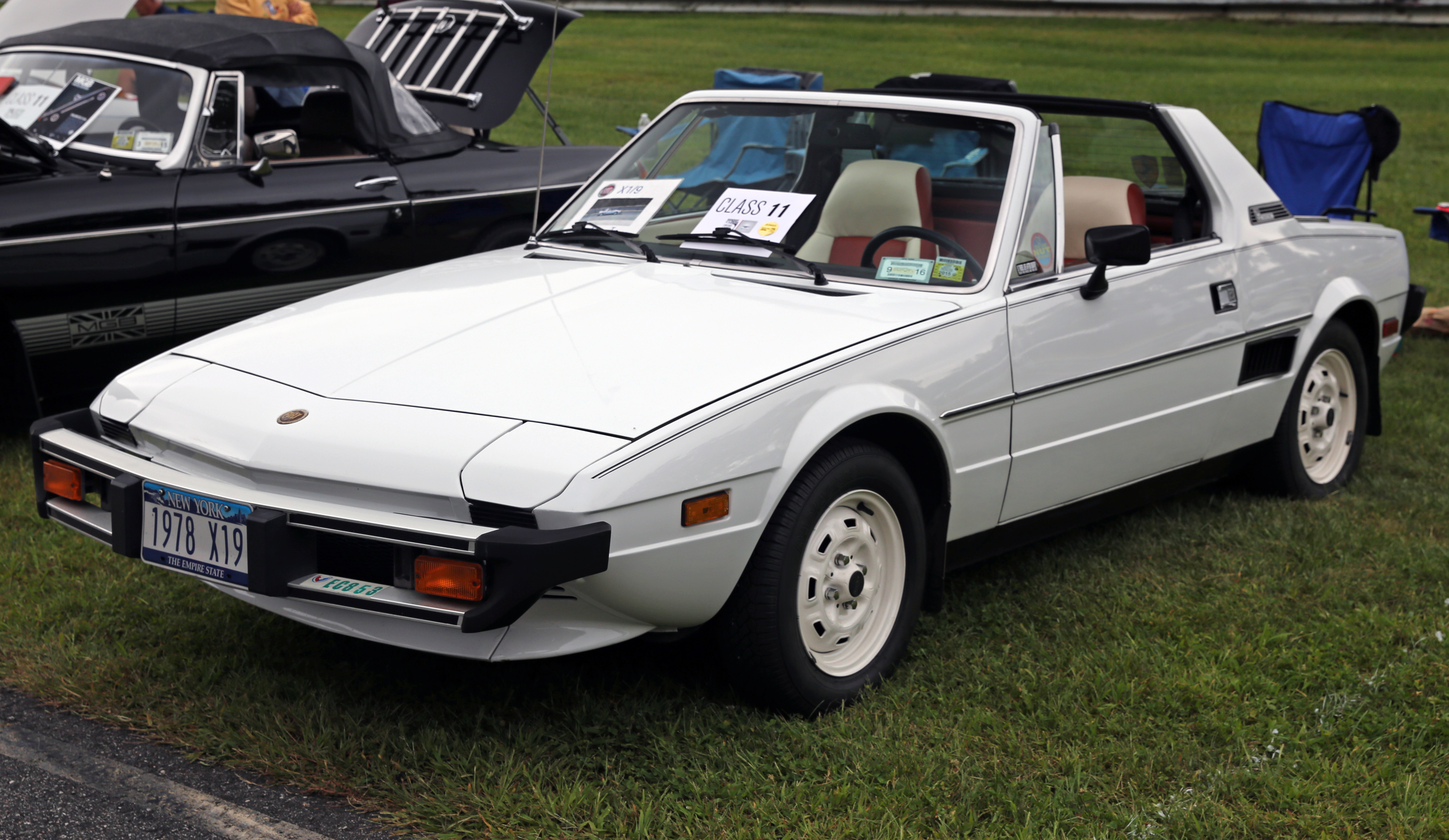
El Fiat X1/9 se diseñó en torno al nuevo Fiat 128 de tracción delantera, llevando el motor y el eje delantero a la parte trasera de la cabina de pasajeros
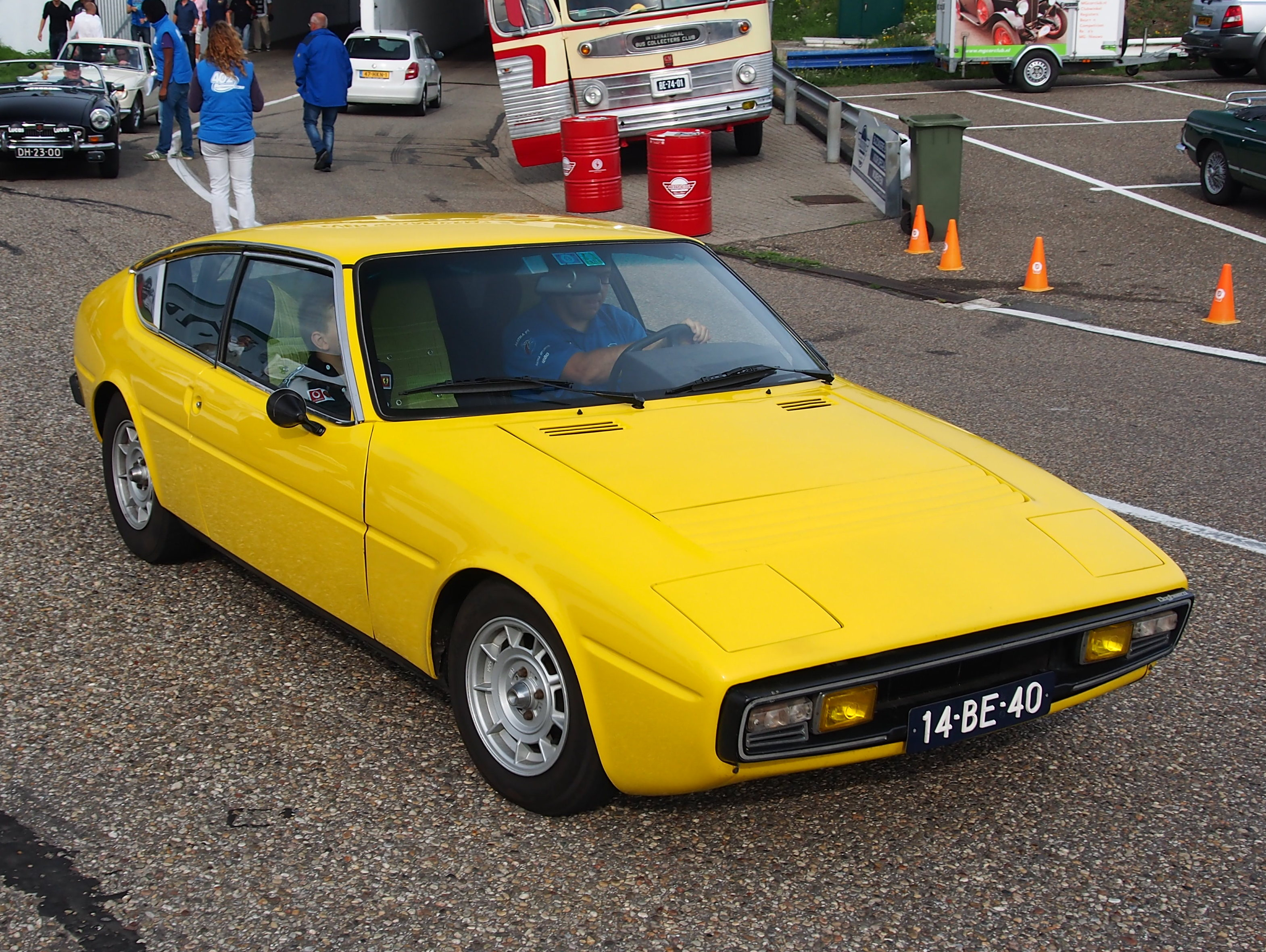
El Matra-Simca Bagheera compartía las mecánicas de tracción delantera de los Simca 1100 y 1307, pero colocado detrás del compartimiento de pasajeros
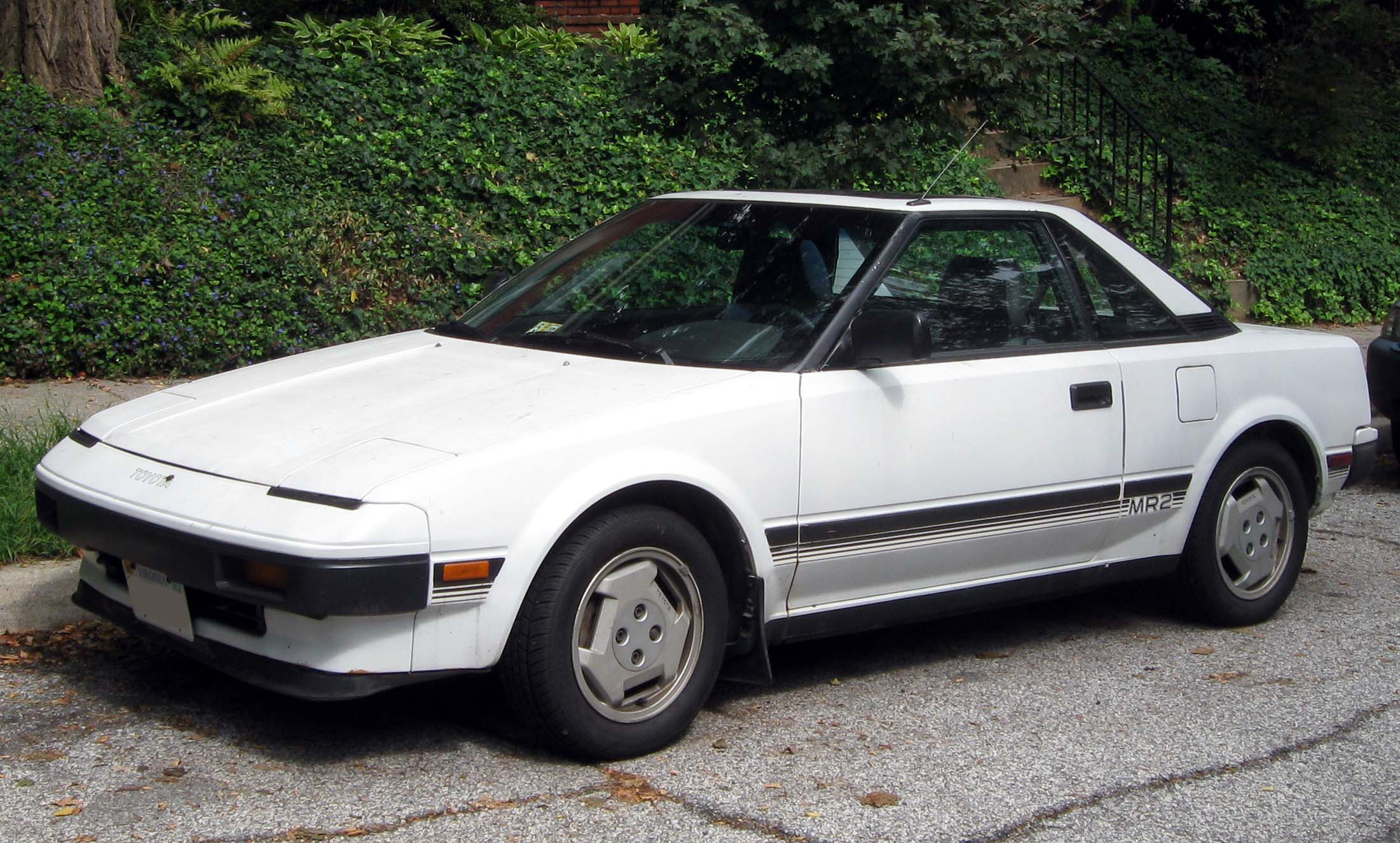
Toyota MR2, el primer automóvil de producción en serie con motor central de Japón
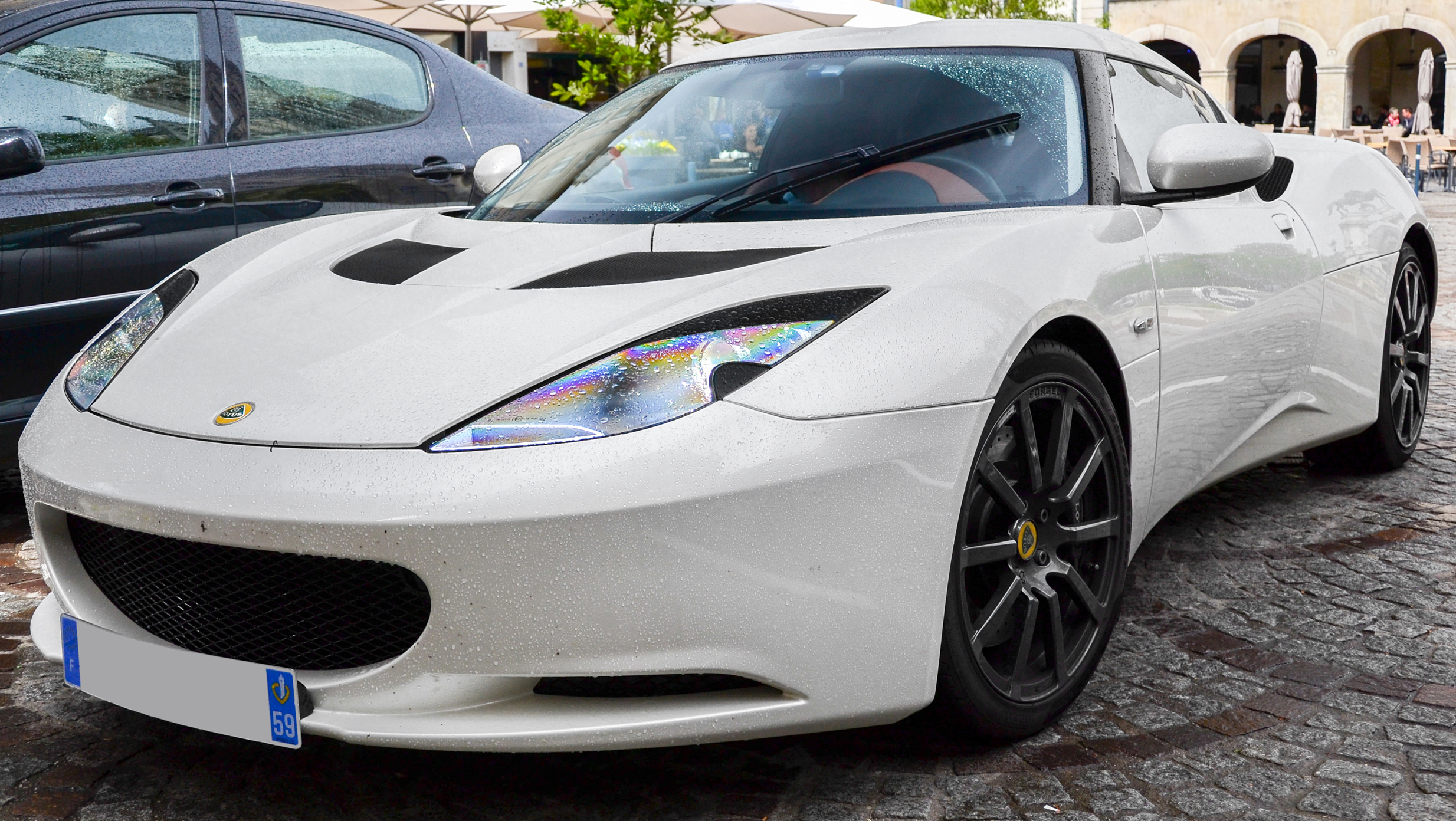
En el Lotus Evora, la plataforma y la mecánica estaban diseñados exclusivamente para el vehículo
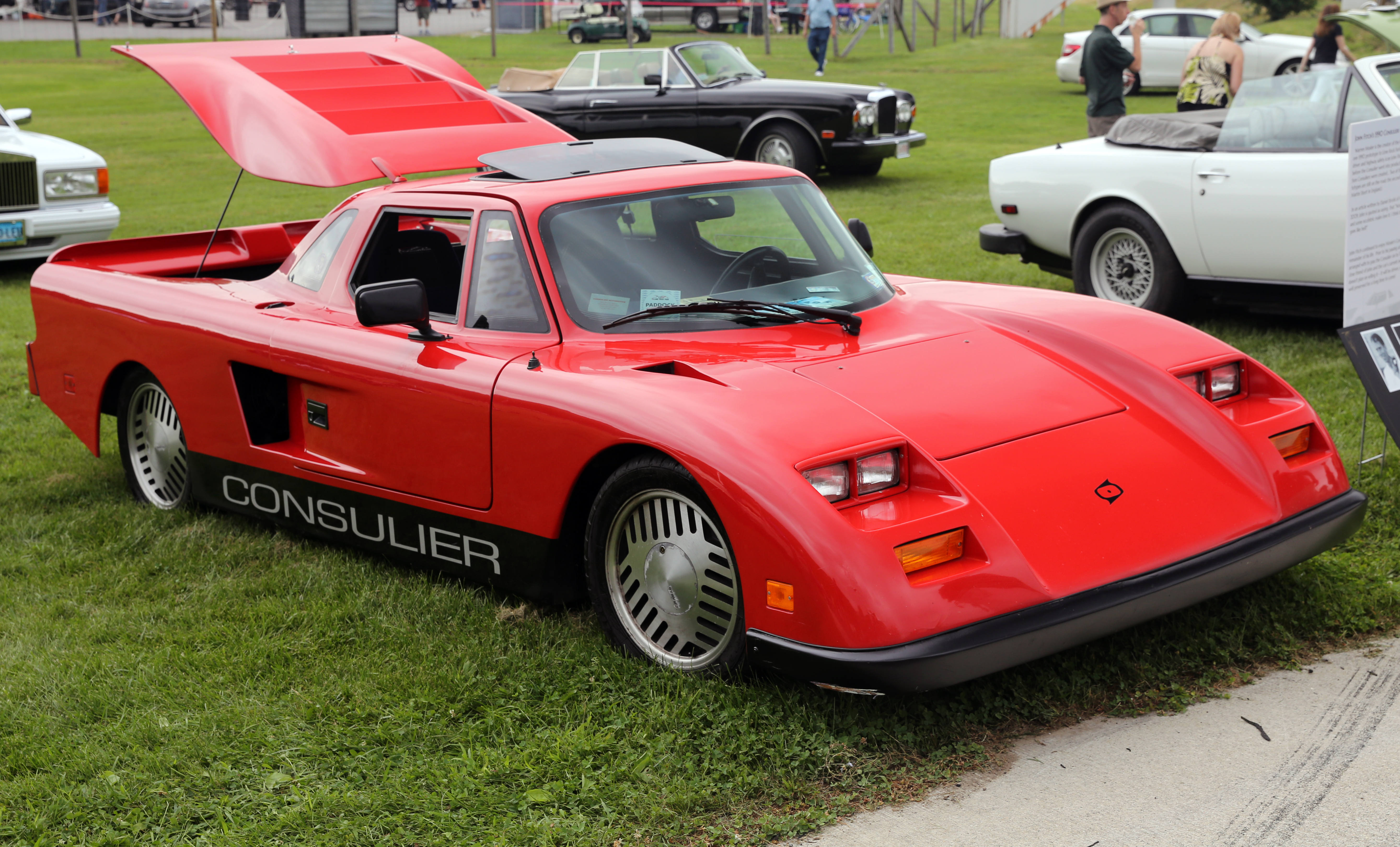
El Consulier GTP incorporó un motor Chrysler 2.2 Turbo III montado transversalmente. Tuvo éxito en la competición IMSA hasta que fue prohibido en 1991
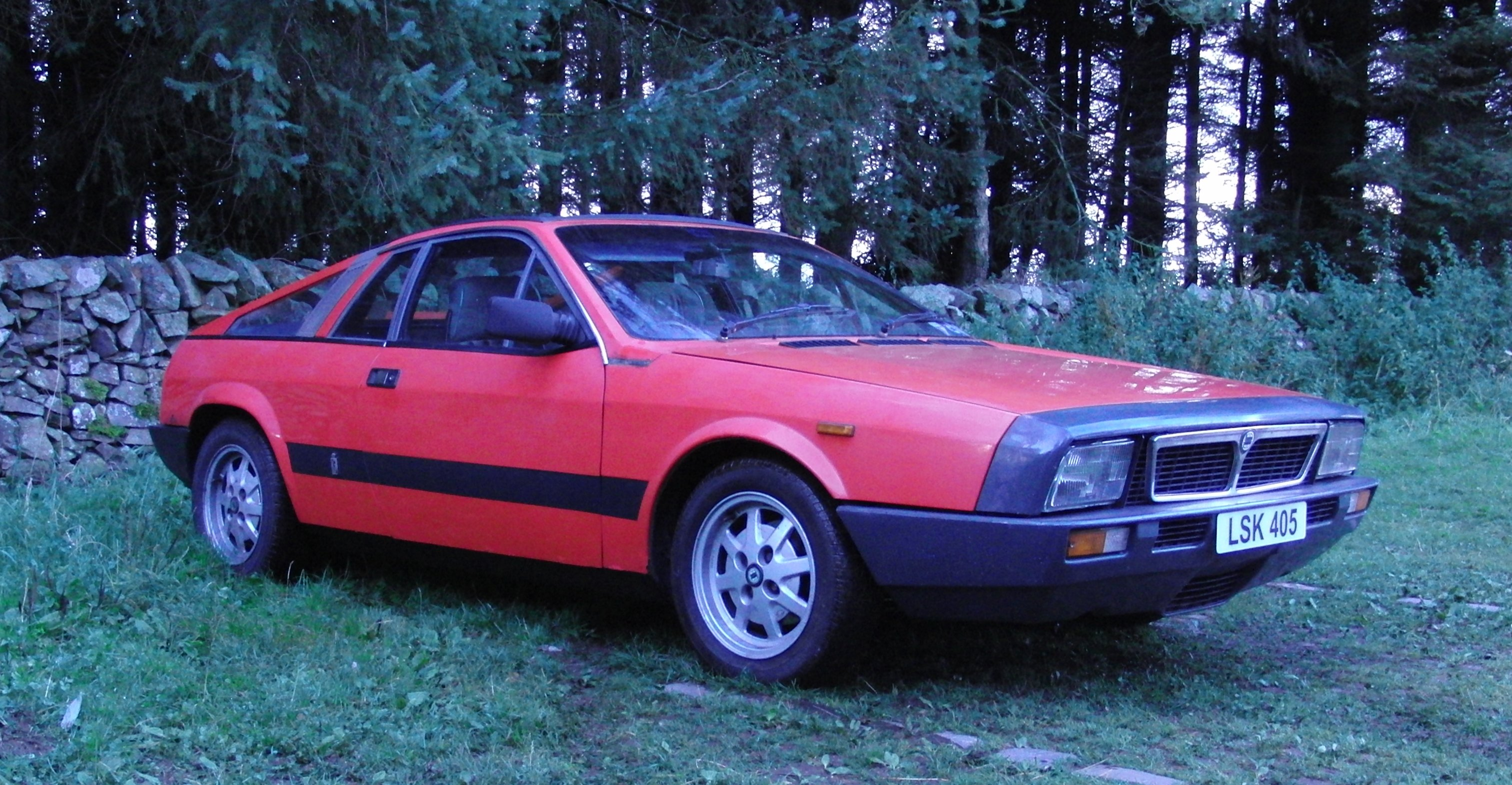
El deportivo Lancia Montecarlo se desarrolló como parte de la gama Beta y recibe su nombre en honor del Stratos que ganó el Rallye de Montecarlo. Comercializados en Estados Unidos como Lancia Scorpion
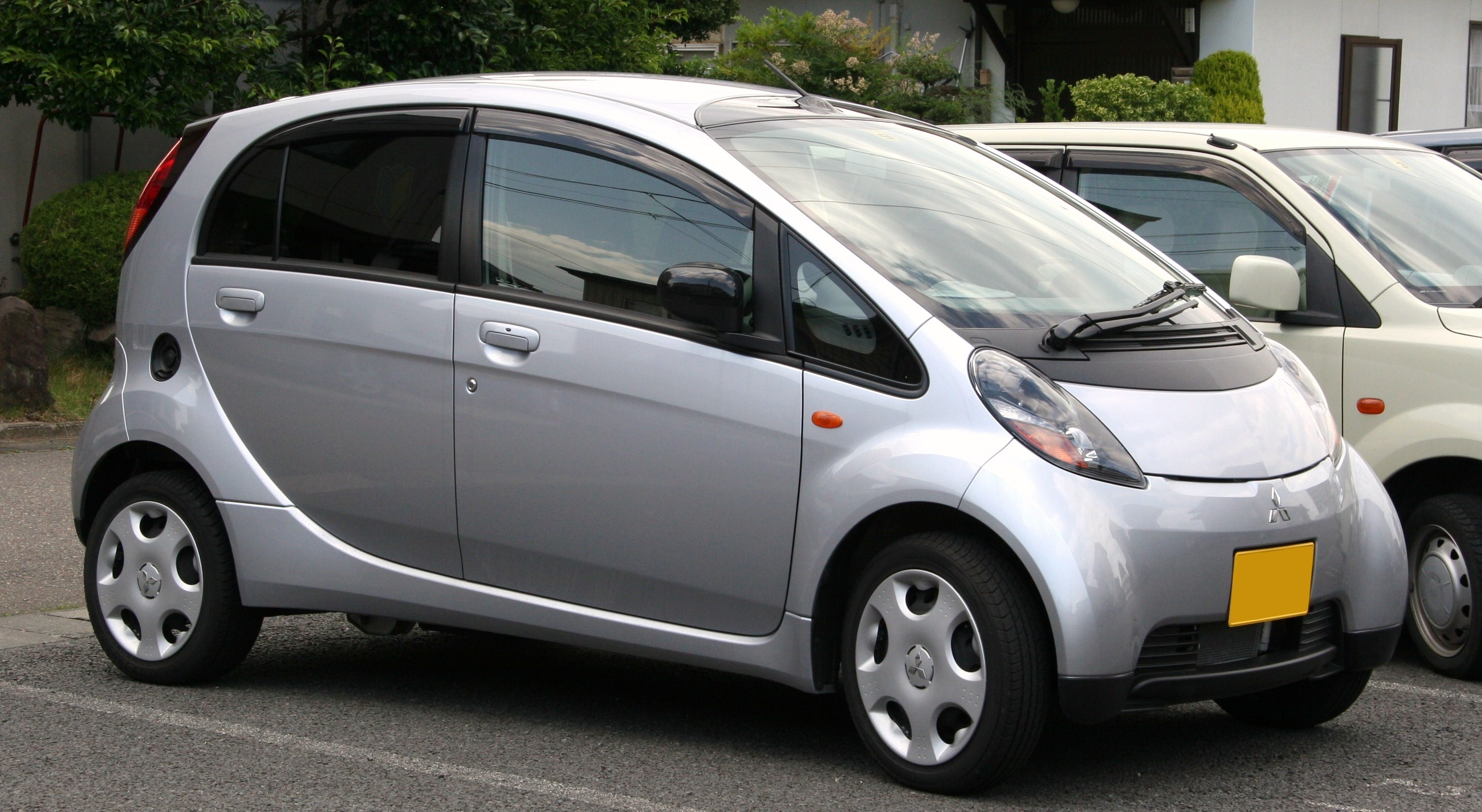
Mitsubishi i

### Diseño de tracción trasera con motor trasero central montado longitudinalmente

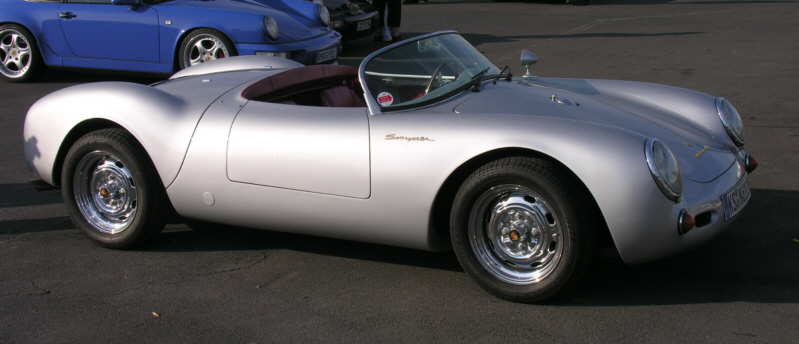
Porsche 550 Spyder producido entre 1953 y 1956
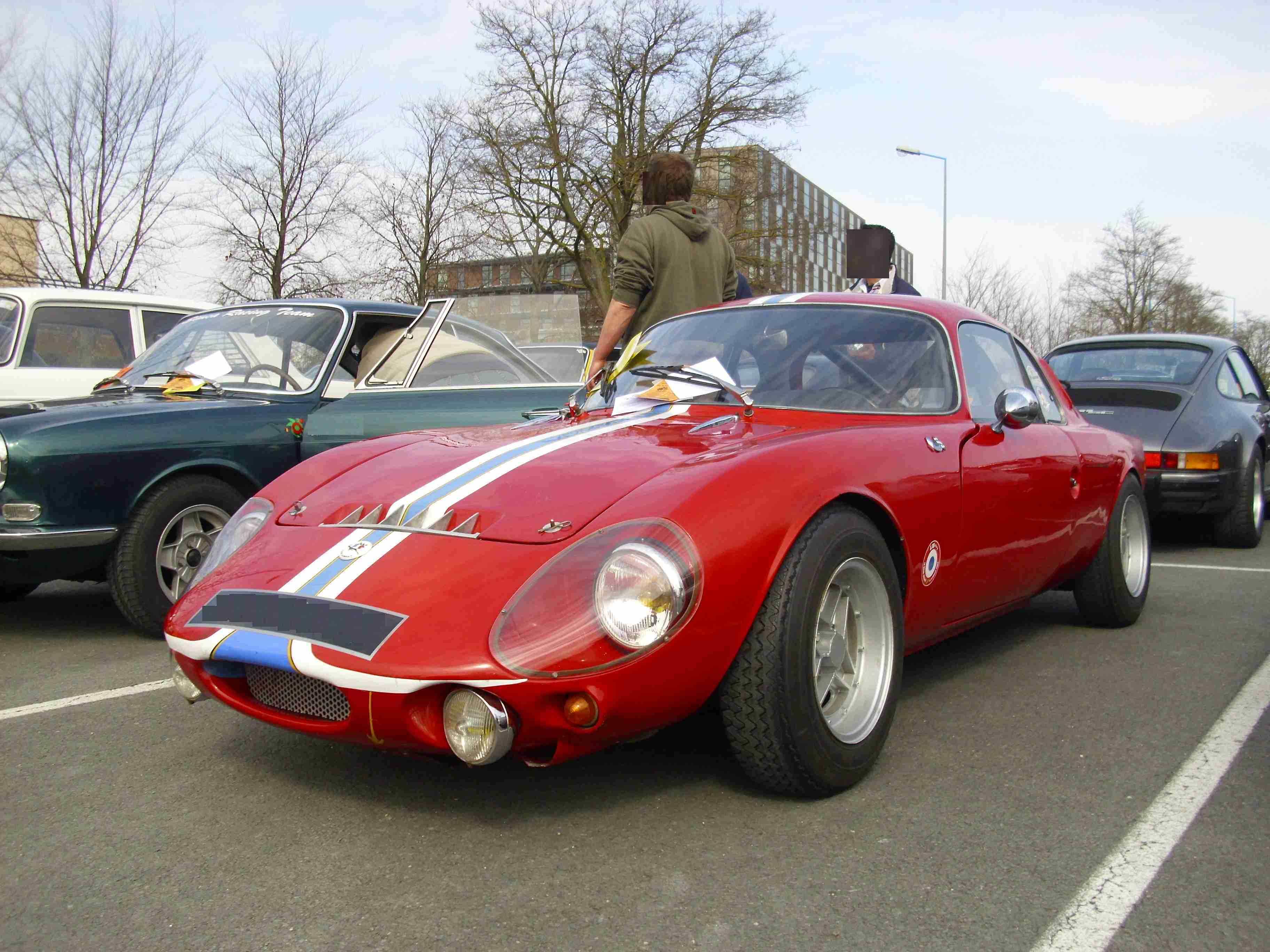
El René Bonnet Djet de 1962, el primer deportivo de carretera con motor central de serie
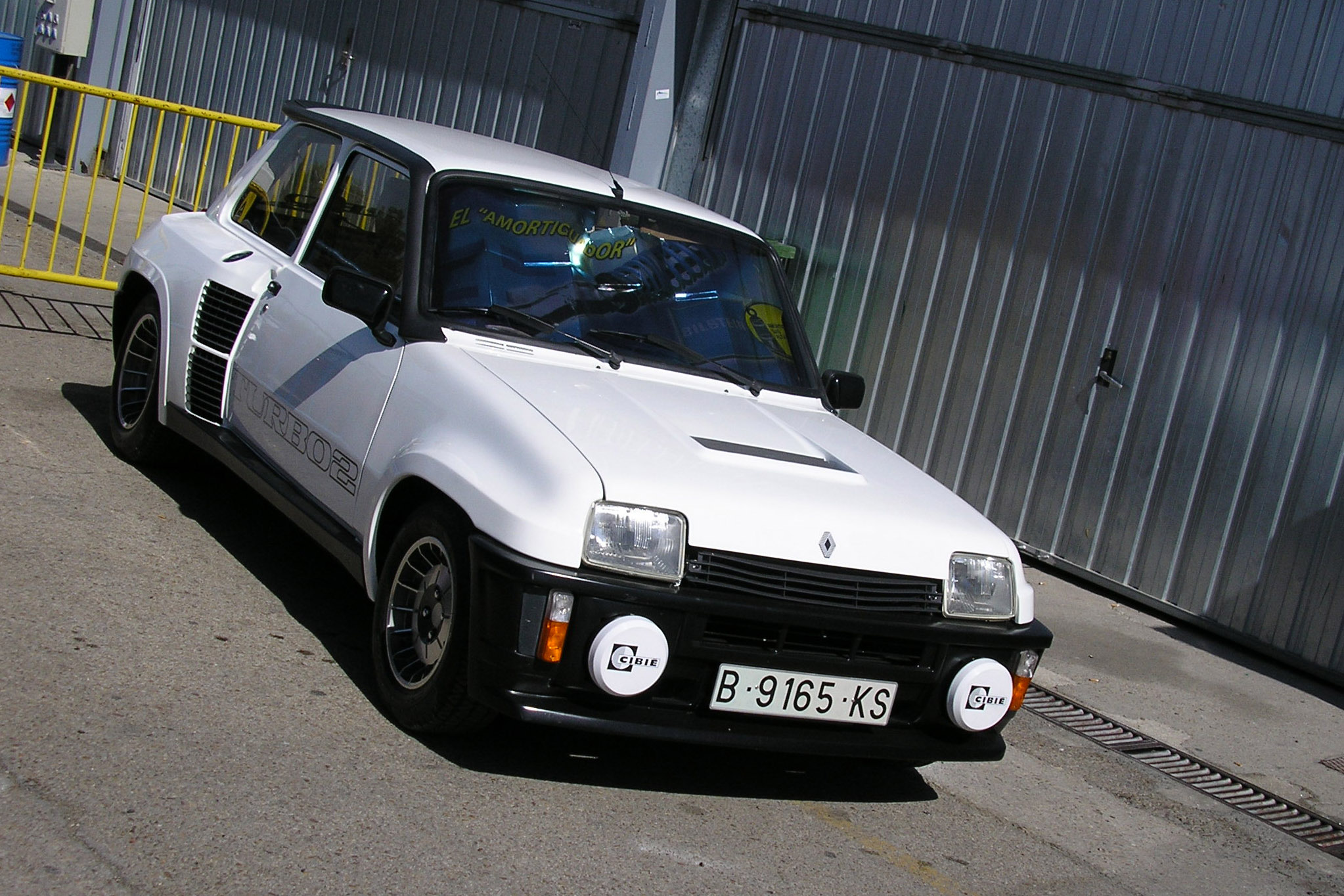
Renault 5 Turbo, muy distinto de su predecesor, el Renault 5
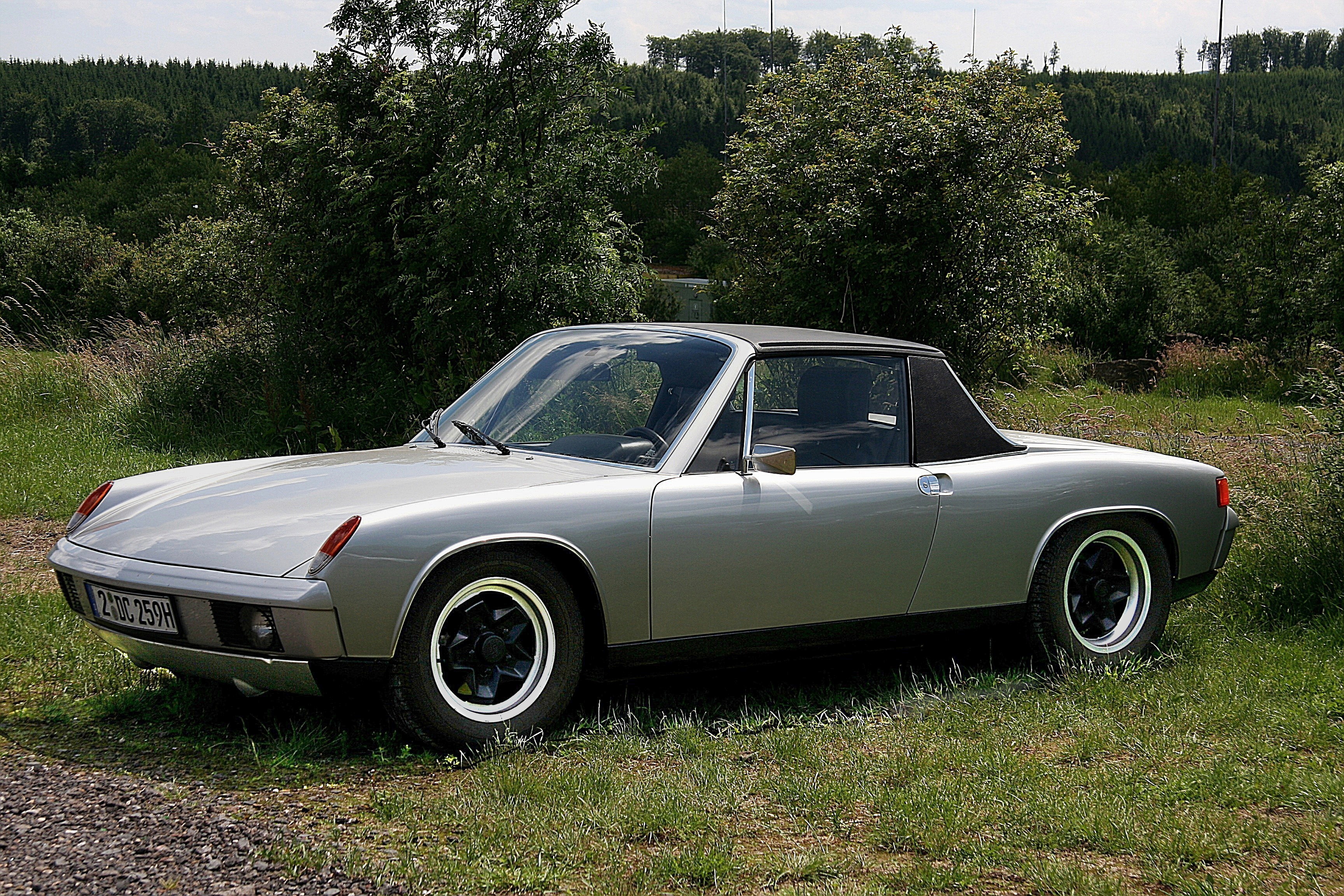
Porsche 914. Compartió mecánicas de VW y se vendió en Europa como VW-Porsche 914
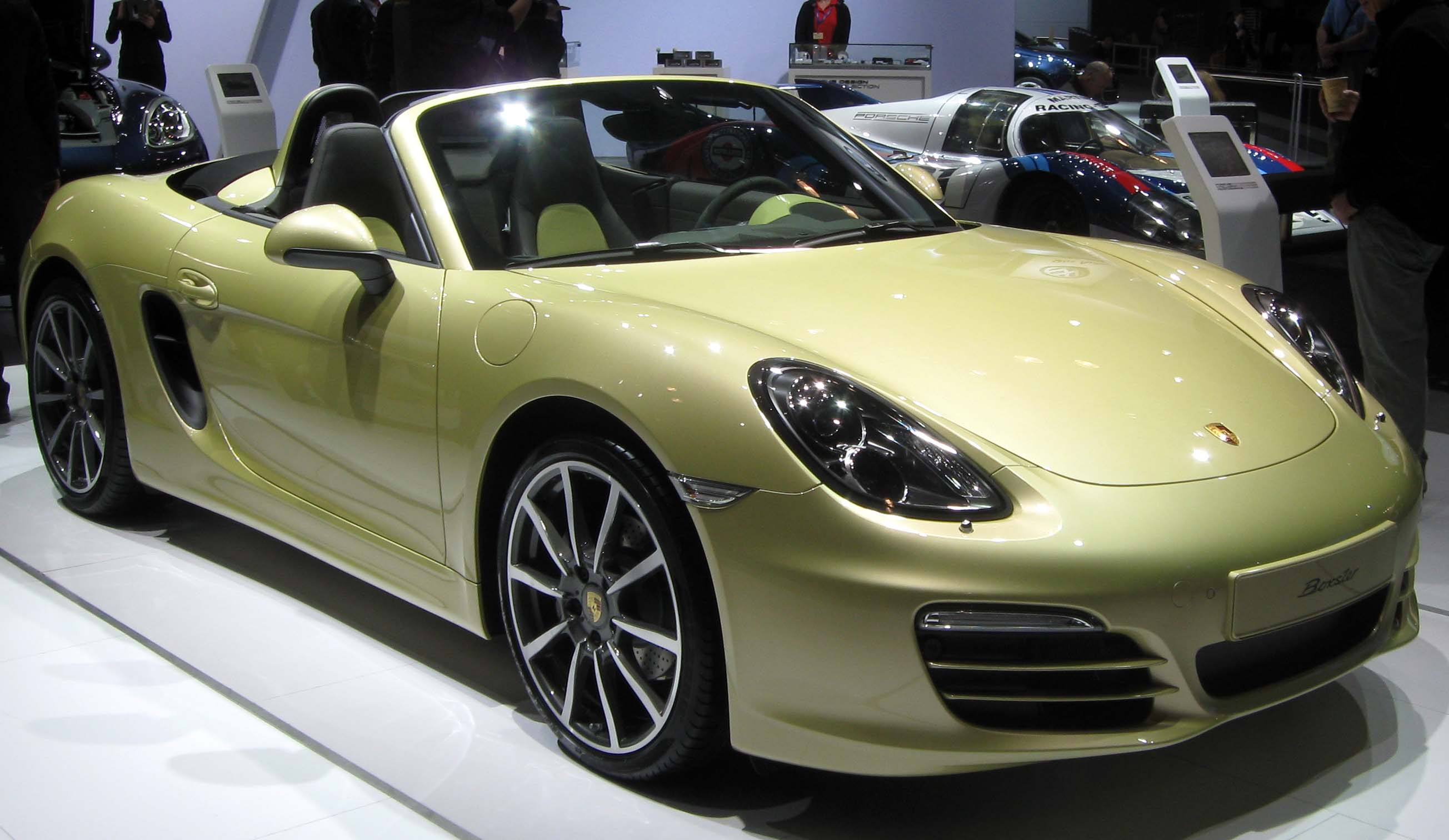
El Porsche Boxster podría considerarse un sucesor del 914
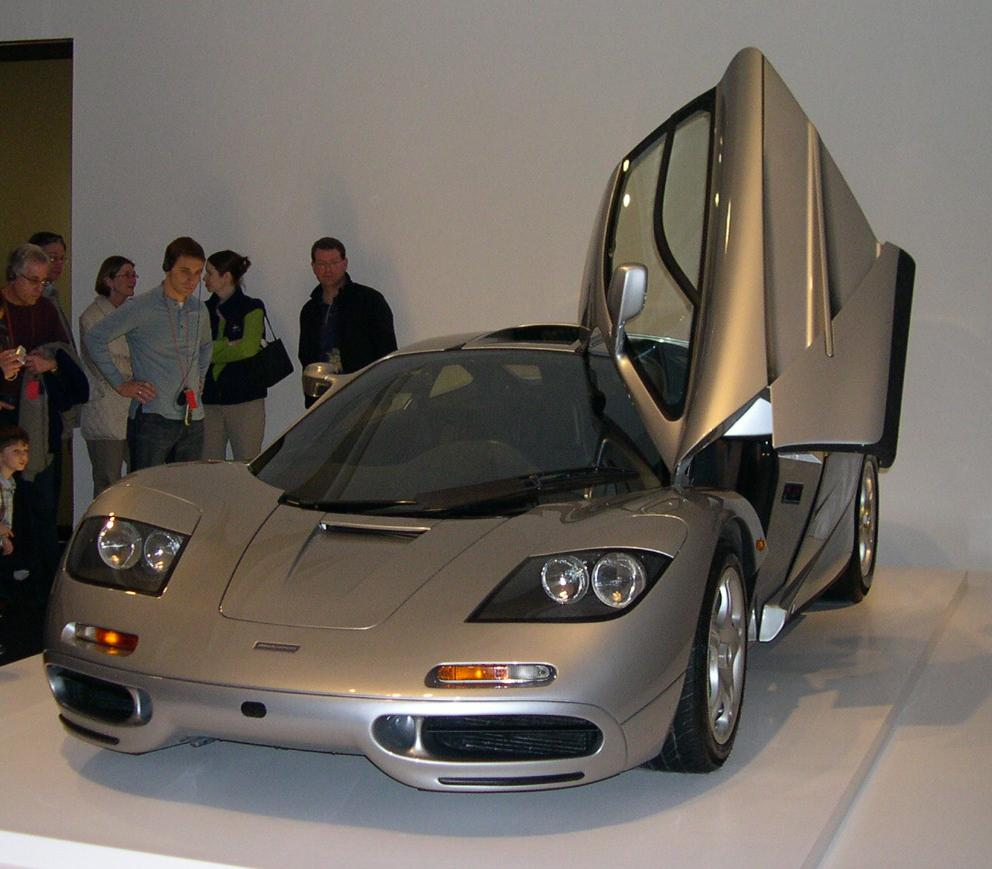
McLaren F1, en su momento, el automóvil de producción más rápido disponible
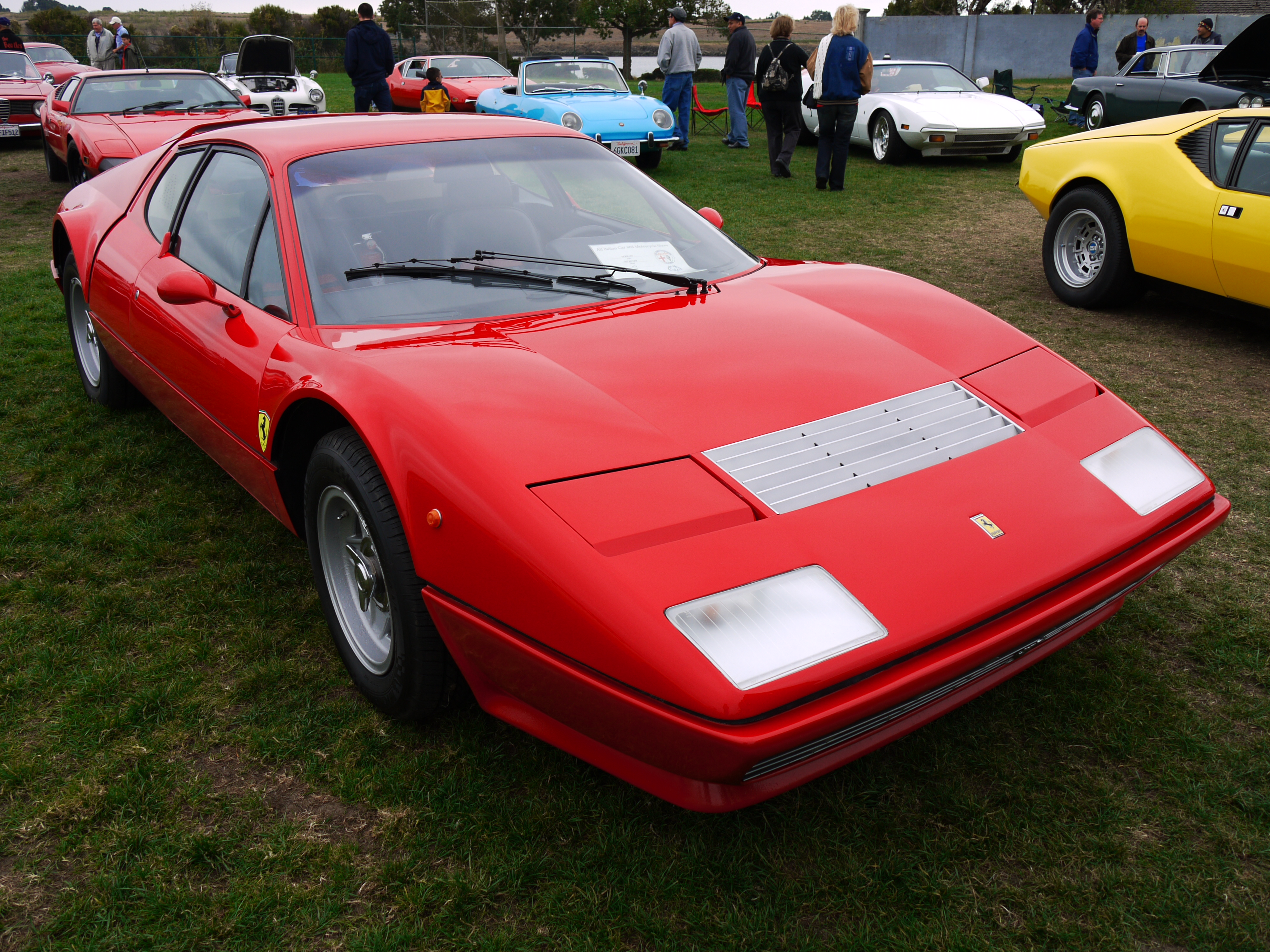
El 365 GT4 BB de 1973, el primer gran turismo de motor central de Ferrari
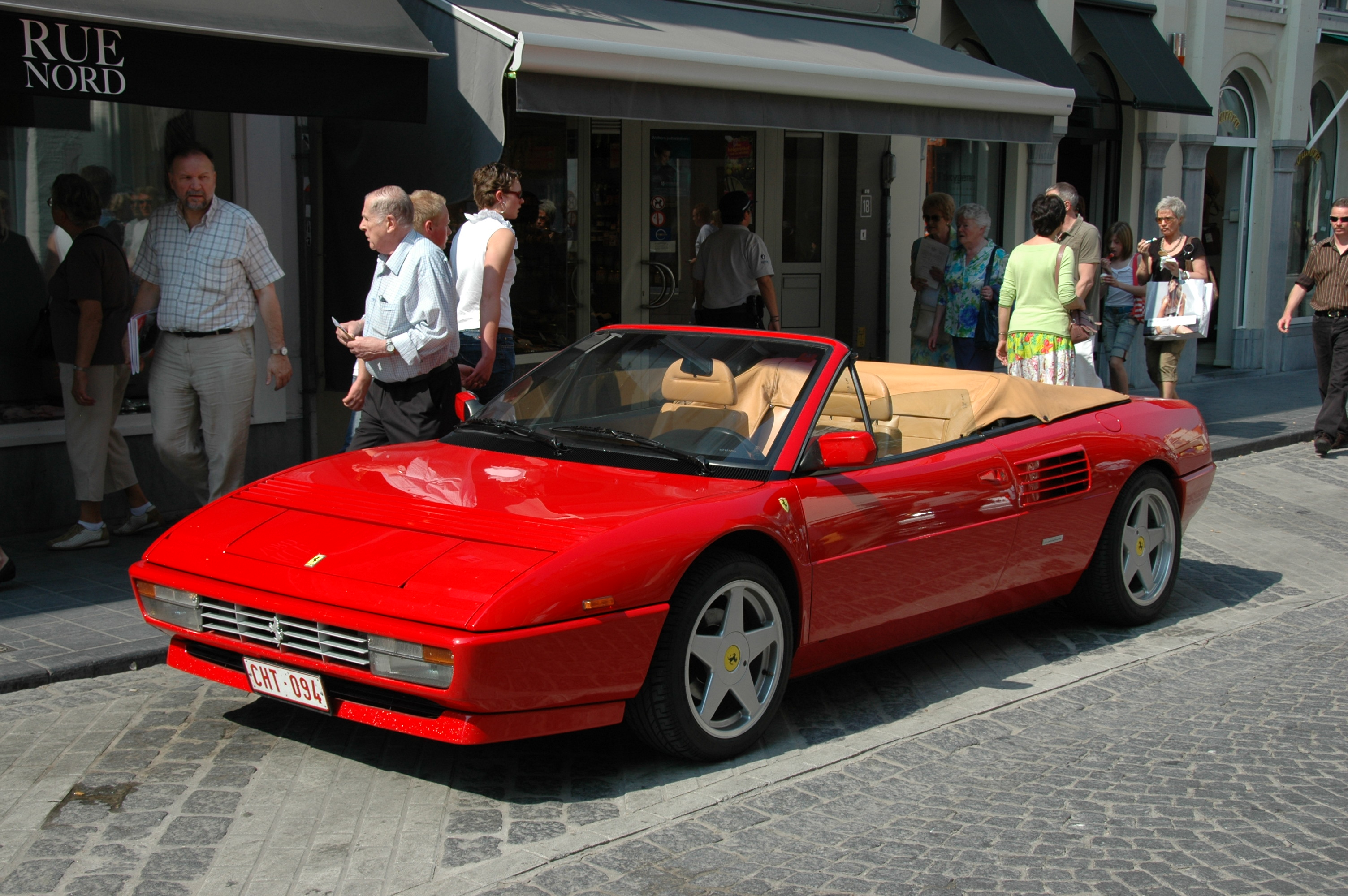
El Ferrari Mondial, el único convertible de 4 plazas con motor central de producción en serie del mundo